# Villa suburbana (Friedberg)
Die Villa suburbana auf der Gemarkung von Derching, einem Stadtteil von Friedberg im schwäbischen Landkreis Aichach-Friedberg in Bayern, wurde durch Grabungen in den Jahren 1973, 1989 und 1990 erforscht. Die Vorstadtvilla liegt 700 Meter südwestlich der Kirche St. Jakob von Friedberg und ist ein geschütztes Bodendenkmal. Die Hauptstadt der römischen Provinz Raetia Augusta Vindelicum (Augsburg) liegt nur sieben Kilometer entfernt.
Grabungen vor geplanten Baumaßnahmen ließen den Grundriss eines Gebäudes rekonstruieren. Es handelte sich um einem über dem Tal der Friedberger Ach stehender Repräsentativbau, dessen 51 Meter breite Front durch Eckrisalite und einen dazwischen verlaufenden Portikus gegliedert war. Im Südrisalit befand sich das Bad und im ebenfalls mit einer Hypokaustanlage und mit Mosaiken ausgestatteten Nordrisalit wird der Schlaftrakt vermutet. Die im ersten Jahrhundert errichtete und bis Ende des vierten Jahrhunderts bewohnte Villa gehört zu den frühesten Zeugnissen der Romanisierung Bayerns außerhalb der Städte. Der gehobene Lebensstil der Bewohner beweist das Halsfragment einer südfranzösischen Amphore mit einem Dipinto vom Weingut eines Titus.
Spuren von Nebengebäuden fanden sich in loser Streuung nördlich der Villa, ein in Stein ausgeführter Wirtschaftsbau stand 60 Meter südöstlich des Hauptgebäudes.